# Robert Mleczko
Robert Mleczko (ur. 31 stycznia 1971 w Bielsku-Białej) – operator filmowy, twórca wideo i scenografii w teatrze, wykładowca Akademii Sztuki.

## Życiorys
W latach 1992–1997 studiował w Akademii Sztuk Pięknych w Poznaniu (dzisiejszy Uniwersytet Artystyczny), którą ukończył dyplomem Wyludniacz (animacja, 1997) w pracowni prof. Kazimierza Urbańskiego, opartym na opowiadaniu Samuel'a Becketta. W 1995 rozpoczął studia na Wydziale Operatorskim i Realizacji Telewizyjnej łódzkiej PWSFTviT.
Współpracował w Polsce z takimi artystami jak Krzysztof Garbaczewski, Hubert Czerepok, Karolina Breguła, Monika Strzępka, Mariusz Grzegorzek, Grzegorz Jarzyna, Michał Borczuch, czy Joanna Rajkowska i Artur Żmijewski, a za granicą m.in. z The Wooster Group w Nowym Jorku.
Filmy fabularne i dokumentalne ze zdjęciami jego autorstwa prezentowano na polskich i międzynarodowych festiwalach: 61. Berlinale (Auf der Suche, 2011), 13. Nowych Horyzontach (Utopians, 2011), 16 Sofia International Film Festival (About the Soul and Other Small Things, 2012), 41. 35. i 30. Festiwalu Polskich Filmów Fabularnych w Gdyni (Non sono pronto 2010, Teraz ja 2005, Biuro budowy pomnika 2016), gdzie zdobywały uznanie krytyki.
Równolegle pracuje w teatrze. Razem ze Zbigniewem Bzymkiem stworzył projekcje wideo w Na szczytach panuje cisza Krystiana Lupy (2006). Od 2012 należy do najbliższych współpracowników Krzysztofa Garbaczewskiego.
W latach 2014–2019 współtworzył z Hubertem Czerepokiem Pracownię Filmu Eksperymentalnego I, a od 2019 prowadzi Pracownię Filmu Immersyjnego i Doświadfczeń VR na Wydziale Nowych Mediów Akademii Sztuki w Szczecinie.

## Projekty filmowe, wideo i telewizyjne
- MULTIVERSE – instalacja interaktywna VR, reżyseria Robert Mleczko, Radomir Majewski, prezentowana:
  - na 18. Festiwalu Polskich Filmów FilmPolska 30.08.–15.09.2023, Galeria Polskiego Instytutu w Berlinie,
  - w ramach wystawy Laboratorium Narracji Wizualnych GROUND CONTROL, 31-08 – 07-09 Spuma the space for artists, Wenecja
- Not Far Away From Heaven – reż Kornel Miglus, Christo Bakalski, premiera: 5 lutego 2023
- The Shape of Things To Come – film fabularny krótkometrażowy, reżyseria Pamela Breda, 2022
- The Unexpected – film fabularny krótkometrażowy, reżyseria Pamela Breda, 2021
- Burza – instalacja 5 kanałowa, koncepcja i reżyseria Karolina Breguła, projekt awatarów i animacja, 7 listopada 2020, Tajwan
- Ślimak – krótkometrażowy film fabularny, reżyseria Krzysztof Garbaczewski, HBO pt: w domu - składający się z 14 odcinków, 2020
- Ameryka.nie –  reżyseria Zbigniew Bzymek, 8 odcinkowe wydarzenie wideo-teatr, dla teatru Studio w Warszawie, online: 9-24 kwietnia 2020
- Warany z Komodo – film fabularny, reżyseria Michał Borczuch, autor zdjęć, (2018)
- Skwer – instalacja 9 kanałowa, 74'/, reżyseria Karolina Breguła, autor zdjęć, 2018
- Wieża – film fabularny, reżyseria Karolina Breguła, autor zdjęć, (2017),
- Biuro budowy pomnika, /Office for Monument Construction/[8] – film fabularny, reżyseria Karolina Breguła (2016), 22 września, 41 Festiwal Filmowy w Gdyni
- Hitler w operze –  film fabularny krótkometrażowy, reżyseria Michał Grzybowski (2014)
- Zupa –  film fabularny krótkometrażowy, reżyseria Karolina Breguła (2014)
- Offence[9] – film fabularny krótkometrażowy, reżyseria Karolina Breguła (2014)
- Fire Followers[10], mokument, reżyseria Karolina Breguła (2013)
- Powtórzenie pamięci – film Huberta Czerepoka (2012)
- Śmierć w teatrze – film fabularny krótkometrażowy, reżyseria Michał Grzybowski (2012)
- Utopians – film fabularny, reżyseria Zbigniew Bzymek (premiera 61st Berlinale, 2011)
- Lux Aeterna – film Huberta Czerepoka (2011)
- Z miłości – film fabularny, reżyseria Anna Jadowska (2011)
- About the Soul and Other Small Things[4] – film dokumentalny, reżyseria Kornel Miglus (2011)
- Ktoś jadł z mojej miseczki –  reżyseria Anna-Maria Karczmarska (2010)
- Non sono pronto – film fabularny, reżyseria Michał Grzybowski (2010)
- Pyromaniac Exercises – video Martyny Starosty (2009)
- Jestem Twój – film fabularny, reżyseria Mariusz Grzegorzek (2008) /operator kamery/
- Pojedynek – reżyseria Anna-Maria Karczmarska (2008)
- Nocny Stróż – cykl programów, reżyseria Mariusz Grzegorzek, TVP Kultura (2006)
- Teraz ja – film fabularny, reżyseria Anna Jadowska (2005)
- Corridor – film fabularny krótkometrażowy, reżyseria Anna Jadowska (2005)
- Experiment – film Artura Żmijewskiego, Biennale w Wenecji (2005)
- Public Rituals – a film by Azorro Group for MUMOK Museum Moderner Kunst Stiftung Ludwig[11] w Wiedniu (2003)
- Dotknij mnie – film fabularny, reżyseria Anna Jadowska, Ewa Stankiewicz (2003)
- East End Utopia – 6 krótkich filmów dla Joanny Rajkowskiej, Galeria w Luxemburgu - 1999)
- Wyludniacz – film animowany krótkometrażowy, reżyseria Robert Mleczko (1997)

## Projekty teatralne
- Immanuel Kant - opracowanie koncepcji oświetlenia i reżyseria światła do spektaklu teatralnego „Kant” w reżyserii Anieszki Olsten, Teatr w Wałbrzychu, premiera 27 marca 2025
- Ulisses - opracowanie koncepcji oświetlenia i reżyseria światła do spektaklu teatralnego „Ulisses” w reżyserii Michała Borczucha, Duża scena Teatru Słowackiego w Krakowie, premiera 14 lutego 2025
- Books of Jacob / Part II - opracowanie koncepcji oświetlenia i reżyseria światła, prowadzenie kamery live do spektaklu teatralno-VR, Księgi Jakubowe cz. II. Reżyseria, adaptacja Krzysztof Garbaczewski, by La MaMa Experimental Theatre Club, Ellen Stewart Theatre & The Downstairs, NYC, USA. Premiera 6-7-8.12.2024. Spektakl jednocześnie grany w 6 miejscach w Ameryce Północnej, Europie i Azji. USA, Nowy Jork - La MaMa Polska, Kraków – Center for the Documentation of the Art of Tadeusz Kantor CRICOTEKA Serbiam Belgrad – by Faculty of Media and Communications (Belgrade) Ukraine, Kijów – by NASHi Experimental Theatre Club Załącznik nr 1 do Regulaminu oceny NA/ Zarządzenie Rektora nr 87/2024 z 16 grudnia 2024r. 3 Grecja, Ateny – by MOZ PRODUCTIONS Kazachstan, Ałmaty – by bULt
- Elizabeth Costello - opracowanie koncepcji oświetlenia i reżyseria światła do spektaklu teatralnego „Eizabeth Costello”, scenariusz i reżyseria: Aleksandra Bielewicz, autor: John Maxwell Coetzee, przekład: Zbigniew Batko, Sala im. Banuchy, Premiera 16.11.2024
- Frankenstein - opracowanie koncepcji oświetlenia i reżyseria światła do spektaklu teatralnego w reżyserii Grzegorza Jaremko, na podstawie powieści Marry Shelley, reżyseria: Grzegorz Jaremko, scenariusz i dramaturgia: Mateusz Górniak, Duża Scena. Teatr Współczesny w Szczecinie, premiera: 9.11.2024
- Historia Henryka IV z opisem bitwy pod Shrewsbury między księciem Henrykiem a lordem Henrykiem Percym wraz z szelmostwami sir Falstaffa - opracowanie koncepcji oświetlenia i reżyseria światła spektaklu teatralnego, reżyseria: Ivan Alexandr, autor: William Shakespeare, przekład: Piotr Kamiński, Teatr Polski w Warszawie, premiera: 10.10.2024, czas trwania: 3 godz. 25 min. Duża Scena, Teatr Polski w Warszawie
- Czarodziejska góra  - opracowanie koncepcji i reżyseria światła do spektaklu teatralnego w reżyserii Michała Borczucha na podstawie powieści Tomasza Manna – „Czarodziejska góra”, Teatr rozmaitości Warszawa, premiera: 26 kwietnia 2024
- Jephte – Capella Cracoviensis, reżyseria świateł spektaklu muzycznego na festiwalu Opera Rara, reżyseria Krzysztof Garbaczewski, Łaźnia Nowa, Kraków – Nowa Huta,  premiera i pokazy: 08-11 lutego 2024
- Argonauts – tekst Tomasz Śpiewak, reżyseria Michał Borczuch, reżyseria świateł, Teatr Mladinsko w Ljublanie, Słowienia, premiera 9 grudnia 2023
- Germinal  –  opracowanie koncepcji oświetlenia, reżyseria świateł i projekcje wideo do spektaklu teatralnego, adaptacja i reżyseria Krzysztof Garbaczewski, Teatr Śląski im. Stanisława Wyspiańskiego w Katowicach, premiera: 03 marca 2023
- LOST LOST LOST – tekst: Joanna Bednarczyk, reżyseria Michał Borczuch, Teatr Dramatyczny w Kłaipedzie, premiera: 09 grudnia 2022
- Sen nocy letniej – wg. Williama Szekspira, opracowanie koncepcji oświetlenia i reżyseria światła, reżyseria Krzysztof Garbaczewski, Narodowy Teatr Stary w Krakowie, premiera 18 lutego 2022
- Mieszkanie na Uranie – opracowanie koncepcji oświetlenia i reżyseria światła, tekst: Tomasz Śpiewak, reżyseria Michał Borczuch, Teatr Nowy Warszawa, premiera: 03.03.2022
- Autobiografia na wszelki wypadek – opracowanie koncepcji scenograficznej oraz oświetlenia i reżyseria światła, reżyseria Michał Buszewicz, Teatr Łaźnia Nowa, Nowa Huta, Kraków, premiera: 6 grudnia 2020
- Nic – scenografia i reżyseria świateł, reżyseria Krzysztof Garbaczewski, Stary Teatr w Krakowie, premiera: 28 marca 2019
- Rok z życia codziennego w Europie Środkowo-Wschodniej – Pawła Demirskiego, opracowanie koncepcji oświetlenia i reżyseria światła, reżyseria Monika Strzępka, Narodowy Teatr Stary w Krakowie, premiera 30 listopada 2018
- Ajas Maszyna –  tekst: Michała Bajera, projekcje wideo, reżyseria Natalia Korczakowska, Muzeum Powstania Warszawskiego, premiera 1 sierpnia 2018
- Król – wg Szczepana Twardocha, adaptacja Paweł Demirski, reżyseria Monika Strzępka, reżyseria świateł, Teatr Polski w Warszawie, premiera 18 maja 2018
- Bajki robotów wg Stanisława Lema – reżyseria Agnieszka Olsten, reżyseria świateł, MOS Małopolski Ogród Sztuki – Scena MOS, premiera 7 kwietnia 2018
- Uczta – wg Platona, w reżyseria Krzysztof Garbaczewski, Nowy Teatr w Warszawie, premiera 8 lutego 2018
- K – Pawła Demirskiego, reżyseria Monika Strzępka, reżyseria świateł, projekcje wideo, Teatr Polski w Poznaniu 2017, 04 listopada 2017
- Dobra terrorystka – wg Doris Lessing, reżyseria Agnieszka Olsten, reżyseria świateł, Teatr STUDIO w Warszawie, premiera 20 października 2017
- Chłopi – wg Władysława Stanisława Reymonta, reżyseria Krzysztof Garbaczewski, projekcje wideo, Teatr Powszechny w Warszawie, premiera 13 maja 2017
- Wyzwolenie – wg Stanisława Wyspiańskiego, reżyseria Krzysztof Garbaczewski, projekcje wideo, Teatr STUDIO w Warszawie, premiera 12 marca 2017
- G.E.N – inspirowany „Idiotami” Larsa von Triera, reżyseria Grzegorz Jarzyna, projekcje wideo, Teatr Rozmaitości w Warszawie, premiera 17 lutego 2017 ATM STUDIO
- Balladyna – Juliusza Słowackiego, reżyseria Agnieszka Olsten, Teatr Muzyczny Capitol we Wrocławiu, Scena Ciśnień, premiera 10 lutego 2017
- Triumf woli – Pawła Demirskiego, reżyseria Monika Strzępka, projekcje wideo, Narodowy Teatr Stary w Krakowie, premiera 31 grudnia 2016
- Kosmos – Witolda Gombrowicza, w reżyseria Krzysztof Garbaczewski, projekcje wideo, Narodowy Teatr Stary w Krakowie, premiera 19 listopada 2016
- Soundworks – reżyseria Wojtek Blecharz, Teatr Rozmaitości Warszawa, premiera 15 października 2016
- Robert Robur – wg. Mirosława Nachacza, adaptacja i reżyseria Krzysztof Garbaczewski, Teatr Rozmaitości Warszawa, premiera 10 czerwca 2016
- Locus Solus – Raymonda Roussela, reżyseria Krzysztof Garbaczewski, projekcje wideo, Volksbuhne Theater w Berlinie, premiera 6 kwietnia 2016
- Makbeth – Williama Shakespeare, reżyseria Krzysztof Garbaczewski, projekcje wideo, Alexandrinsky Theatre, New Stage St. Petersburg, premiera 25 września 2015
- Hamlet – Williama Shakespeare, reżyseria Krzysztof Garbaczewski, projekcje wideo, Stary Teatr w Krakowie, premiera 13 czerwca 2015
- Koniec świata w Breslau Marka Krajewskiego, reżyseria Agnieszka Olsten, reżyseria świateł, Wrocławski Teatr Współczesny, prapremiera 16 maja 2015
- Męczennicy – Mariusa von Mayenburga, reżyseria Grzegorz Jarzyna, projekcje wideo, Teatr Rozmaitości  Warszawapremiera 14 marca 2015
- Burza – Williama Shakespeare, reżyseria Krzysztof Garbaczewski, reżyseria świateł, projekcje wideo, Teatr Polski we Wrocławiu, premiera 7 lutego 2015
- Wieża – reżyseria Karolina Breguła, Warszawska Opera Kameralna, reżyseria świateł, premiera 27 września 2014[12]
- Projekt „P”, Zwycięstwo nad słońcem – Marcina Cecko i Solarize Andrzeja Szpindlera, reżyseria Krzysztof Garbaczewski,  reżyseria świateł, projekcje wideo, Teatr Wielki Opera Narodowa (2014)
- Caligula – Alberta Camus, reżyseria Krzysztof Garbaczewski, projekcje wideo, Die Staatstheater Stuttgart, premiera 15 marca 2014
- Rebelia – Mariusza Sieniewicza, reżyseria Ewa Wyskoczyl, Teatr Śląski w Katowicach, premiera 27 kwietnia 2014
- Kronos – Witolda Gombrowicza, reżyseria Krzysztof Garbaczewski, Teatr Polski we Wrocławiu (2013)
- Kamienne niebo zamiast gwiazd – tekst: Marcin Cecko, reżyseria Krzysztof Garbaczewski, reżyseria świateł, projekcje wideo, Muzeum Powstania Warszawskiego/Nowy Teatr w Warszawie (premiera 1 sierpnia 2013)
- Poczet królów Polskich – reżyseria Krzysztof Garbaczewski, reżyseria świateł, projekcje wideo, Stary Teatr w Krakowie (2013)
- Balladyna – tekst: Marcin Cecko, reżyseria Krzysztof Garbaczewski, reżyseria świateł, projekcje wideo, Teatr Polski w Poznaniu (2013)
- Everyman Jack of You i Forgiveness Erika Ehna w ramach projektu Soulographie – reżyseria Krzysztof Garbaczewski, reżyseria świateł, projekcje wideo, La Mama w Nowym Jorku (2012)
- Nosferatu – reżyseria Ewa Wyskoczyl, Tarnogórskie Centrum Kultury (2011)
- Dulska Forever – reżyseria Ewa Wyskoczyl, Tarnogórskie Centrum Kultury (2011)
- Król Olch – reżyseria Ewa Wyskoczyl, Tarnogórskie Centrum Kultury (2010)
- Czechow Tołstojowi powiedział „żegnam”– reżyseria Małgorzata Siuda, Polska Scena Teatru w Cieszynie (2009)
- Tlen – reżyseria Aleksandra Konieczna, TR Warszawa (2007)
- Silesian-Bus-Lepsi! – reżyseria Ewa Wyskoczyl, Tarnogórskie Centrum Kultury (2007)[13]
- Przestrzeń Shelley – reżyseria Krzysztof Rzączyński, Teatr Dramatyczny w Warszawie (2006)
- Na szczytach panuje cisza – reżyseria Krystian Lupa, Teatr Dramatyczny w Warszawie (2006)[7]

## Nagrody
- 2020: Lublin - IV Festiwal scenografii i kostiumów, Scena w budowie - Złota kieszeń - nagroda za scenografie do spektaklu Nic Krzysztofa Garbaczewskiego, Teatr Stary w Krakowie
- 2017: Warszawa - 23. Ogólnopolski Konkursu na Wystawienie Polskiej Sztuki Współczesnej, wyróżnienie za oprawę plastyczną przedstawienia Robert Robur w reżyseria Krzysztofa Garbaczewskiego
- 2016: Kraków - 9 Międzynarodowy Festiwal Teatralny Boska komedia - najlepsze opracowanie multimedialne za spektakl Robert Robur w reżyseria Krzysztofa Garbaczewskiego
- 2016: Gdynia - 41 Festiwal Filmowy w Gdyni, Złoty Pazur w konkursie Inne Spojrzenie dla filmu Karoliny Breguły Biuro budowy pomnika, /Office for Monument Construction/
- 2014: Kraków - 7 Międzynarodowy Festiwal Teatralny Boska komedia - najlepsza oprawa wizualna za spektakl Kronos Krzysztofa Garbaczewskiego
- 2013: Brześć (Białoruś) – 18. Międzynarodowy Festiwal Teatralny "Biała Wieża" - Poczet królów Polskich Krzysztofa Garbaczewskiego - nagroda za najlepszy eksperyment teatralny (Лучший театральный эксперимент)
- 2012: Białystok – Międzynarodowy Festiwal Filmów Krótkometrażowych ŻubrOFFka – nagroda za zdjęcia do Śmierci w teatrze Michała Grzybowskiego